# Gun Law
Gun Law é um curta-metragem norte-americano de 1919, do gênero faroeste, dirigido por John Ford.

## Elenco
- Pete Morrison como Dick Allen
- Helen Gibson como Letty
- Hoot Gibson como Bart Stevens, também conhecido como Smoke Gublen
- Jack Woods como Cayuse Yates
- Otto Myers como membro de gangue
- Harry Chambers como membro de gangue
- Ed Jones como membro de gangue